# 恋を何年休んでますか
『恋を何年休んでますか』は、2001年10月19日から12月21日まで毎週金曜日22:00 - 22:54（JST）に、TBS系の「金曜ドラマ」枠で放送された日本のテレビドラマ。主演は小泉今日子。
番組タイトルは1989年の伊勢丹のキャンペーン広告のキャッチコピーから引用したもの。このコピーを書いたコピーライターの眞木準は、本作プロデューサーの八木康夫からの承諾を、二つ返事で了承している。

## 概要
平凡な主婦が織りなす恋物語を綴る大人のドラマ。主婦と恋という二つのキーワードを掛け合わせ、三人の女性のそれぞれの恋物語が繰り広げられる。社会的に考えれば結婚していながら恋をするというのは一種の不倫と言えるが、このドラマでは不倫という観念では描いておらず、あくまで恋という感覚で描いている。そのため、不倫・離婚などのいわゆるドロドロした修羅場が展開される愛憎ドラマの類ではない。全体的にハートウォーミングな雰囲気漂う演出が特徴。ただし、仲村と矢田は若干不倫関係に描かれており、ストーリーに冷ややかなスリル感を醸し出していた。後にスペシャル編も作られ、2002年10月4日に放送された。

## キャスト
- 小西有子：小泉今日子
- 会田まゆみ：飯島直子
- 堀川咲子：黒木瞳
- 小西良平：仲村トオル
- 沢村裕史：伊藤英明
- 堀川理沙：矢田亜希子
- 堀川和雄：清水綋治
- 坂口礼子：森尾由美
- 香織：馬渕英里何
- 高村静江：余貴美子
- 高村：木場勝己
- 竹田桂子：君嶋ゆかり
- 北見勉：井澤健
- 小西桃子（有子・良平の娘）：大平奈津美
- 小西健太（有子・良平の息子）：池田仁
- 小西綾子（良平の母）：高田敏江
- 小西良雄（良平の父）：前田昌明
- 島兼一：宮沢和史（THE BOOM）
- 会田一郎：山口祐一郎

- 植村りんこ
- 坂口進也
- 田中啓三
- 蔵迫泰子
- 中村泰三
- 板場真二
- 谷本一
- 藤井佳代子
- 瀬戸将哉
- 森川数間
- 松田悟志
- 大泉博
- 栗原直樹
- 秋田敏隆
- 澤口夏奈子
- 広沢味希
- 雨宮るみ子
- 祖父江進
- 石川裕司
- 水沢涼
- 伊達みずえ

### スペシャル編ゲスト
- 桜庭直人：上川隆也
- 栗原大介：袴田吉彦
- 大島さと子
- 神野美紀
- 横田佳織
- 結城未来
- Ed Yuska
- Robert Zawistouski
- 戸沢佑介
- 牧村泉三郎
- 平井賢治
- 駒田健吾 (TBSアナウンサー)
- 中島芙美枝
- 藤本恭子
- Hugo
- 上村祐翔

## スタッフ
- 脚本：吉田紀子
- 演出：清弘誠、片山修
- プロデューサー：八木康夫
- 音楽：千住明

## 主題歌
- 小柳ゆき「remain〜心の鍵」

## 挿入歌
- 松任谷由実「グッドラック・アンド・グッドバイ」「ナビゲイター」

## サブタイトル
| 話数             | 放送日                        | サブタイトル         | 演出   | 視聴率 |
| ---------------- | ----------------------------- | -------------------- | ------ | ------ |
| 第1話            | 2001年10月19日                | （サブタイトル無し） | 清弘誠 | 17.4%  |
| 第2話            | 2001年10月26日                | （サブタイトル無し） | 清弘誠 | 13.8%  |
| 第3話            | 2001年11月2日                 | 「夫に嘘をついた夜」 | 片山修 | 14.8%  |
| 第4話            | 2001年11月9日                 | 「許されない抱擁」   | 片山修 | 16.4%  |
| 第5話            | 2001年11月16日                | 「魔法にかかった夜」 | 清弘誠 | 15.0%  |
| 第6話            | 2001年11月23日                | 「夫の秘密を知る夜」 | 清弘誠 | 18.3%  |
| 第7話            | 2001年11月30日                | 「ずっと女でいたい」 | 片山修 | 17.7%  |
| 第8話            | 2001年12月7日                 | 「昔の彼のもとへ」   | 片山修 | 17.2%  |
| 第9話            | 2001年12月14日                | 「運命の一夜」       | 清弘誠 | 17.3%  |
| 最終話           | 2001年12月21日                | 「愛をつらぬいて」   | 清弘誠 | 17.9%  |
| 平均視聴率 16.6% |                               |                      |        |        |
| スペシャル       | 2002年10月4日 (21:00 - 22:54) |                      | 清弘誠 | 17.5%  |